# Gräsmarö
Gräsmarö är en ö i norra delen av Gryts skärgård, Gryts socken, Valdemarsviks kommun. Ön har en yta på 76 hektar. Gräsmarö är, trots att ön ligger i den i övrigt mycket karga yttre delen av skärgården, bördig och på ön bedrivs jordbruk.
Gräsmarö skrevs 1543 Gresmara, och redan på 1500-talet tycks gården på ön hållit mycket boskap. Bland sommargäster på ön märks Ture Rangström fick ett sommarhus på Gräsmarö i 50-årspresent. 2012 fanns 7 fastboende på Gräsmarö.